# 토레 글로리에스
토레 글로리에스(카탈루냐어: Torre Glòries)는 스페인 바르셀로나에 있는 고층 빌딩이다.

## 같이 보기
- 스페인의 마천루 목록